# Xylophrurus augustus
Xylophrurus augustus ist eine Schlupfwespe aus der Tribus Cryptini innerhalb der Unterfamilie der Cryptinae. Die Art wurde von dem schwedischen Entomologen Johan Wilhelm Dalman im Jahr 1823 als Cryptus augustus erstbeschrieben. Ein weiteres Synonym ist Cryptus adstrictus Tosquinet, 1896. Das Art-Epitheton augustus bezieht sich auf den Monat, in welchem die Schlupfwespen besonders häufig zu beobachten sind.

## Merkmale
Die Schlupfwespen erreichen eine Länge von etwa 9–12 mm. Die Art weist einen ausgeprägten Sexualdimorphismus auf.
Für die Weibchen gilt: Kopf und Hinterleib sind schwarz, während der Thorax rot gefärbt ist. Die schwarzen Fühler weisen eine weiße Binde auf. Alle Coxae sowie die vorderen und mittleren Femora sind schwarz gefärbt. Die hinteren Femora sind überwiegend rot gefärbt. Tibien und Tarsen sind gelbrot gefärbt, können aber auch leicht verdunkelt sein. Die Weibchen besitzen einen mittellangen gerade nach hinten gerichteten Ovipositor. Die Vorderflügel weisen auf Höhe des Pterostigma eine breite dunkelbraune Querbinde auf. Das Pterostigma ist sehr schmal. Ferner gibt es ein fünfeckiges Areolet (kleine Flügelzelle).
Die Männchen besitzen einen schwarzen Körper. Die Fühler sind vollständig verdunkelt. Die Coxae sind schwarz, während der restliche Teil der Beine überwiegend gelbrot gefärbt ist. Die Flügel sind im Gegensatz zu den Weibchen nicht verdunkelt.
Das Innere der ausgewachsenen beinlosen Schlupfwespenlarve ist rotbraun gefärbt.

## Verbreitung
Xylophrurus augustus ist in der westlichen Paläarktis heimisch. Die Art kommt in weiten Teilen Europas vor. Im Norden reicht das Vorkommen bis nach Fennoskandinavien, im Süden in den Mittelmeerraum (Korsika, Sardinien) und bis nach Nordafrika. Auf den Britischen Inseln fehlt die Art offenbar.

## Lebensweise
Die Schlupfwespenart ist ein Ektoparasit von reifen Larven und Puppen verschiedener solitärer Faltenwespen, Grabwespen und Bienen, die Stängelnester anlegen, insbesondere an Brombeeren. Als ein Hauptwirt gilt die Faltenwespe Gymnomerus laevipes aus der Unterfamilie Eumeninae. Die Grabwespen-Gattung Trypoxylon aus der Familie der Crabronidae wird ebenfalls parasitiert. Als weitere Wirte sind Osmia leucomelana (auch als "Schwarzspornige Stängel-Mauerbiene" bekannt) und deren Brutparasiten aus der Gattung Stelis bekannt. Die Schlupfwespen fliegen im Gegensatz zu anderen Schlupfwespen hauptsächlich im Spätsommer. Die Weibchen platzieren mit Hilfe ihres Legestachels durch die Stängelwand ein Ei an die Wirtslarve oder -puppe. Die Schlupfwespenlarve ernährt sich vom Wirt, im Anschluss von dessen Proviant und verpuppt sich später in dessen Brutkammer.